# Монтегрино-Вальтравалья
Монтегрино-Вальтравалья (итал. Montegrino Valtravaglia) — коммуна в Италии, располагается в провинции Варесе области Ломбардия.
Население составляет 1178 человек (2008 г.), плотность населения составляет 118 чел./км². Занимает площадь 10 км². Почтовый индекс — 21010. Телефонный код — 0332.
Покровителем коммуны почитается святитель Амвросий Медиоланский, празднование 7 декабря.

## Демография
Динамика населения:

## Известные уроженцы
- Карновалли, Джованни (1804—1873) — итальянский живописец.

## Администрация коммуны
- Официальный сайт: